# گل‌لوک (جمهوری آذربایجان)
گل‌لوک (به لاتین: Güllük) یک منطقه مسکونی در جمهوری آذربایجان است که در شهرستان قاخ واقع شده است. گل‌لوک ۲۳۶۳ نفر جمعیت دارد.